# Línea L3 (Montevideo)
La línea L3 es una línea local de Montevideo que une Paso Molino con la terminal Colón. 

## Historia
Fue creada en el año 1997 en sustitución de la desaparecida línea 131. En sus inicios la misma unía Paso Molino con la Plaza Vidiella, en Colón. En el año 2002 sería extendida  hacia el barrio Capurro, para cubrir el recorrido de la línea L9. En el año 2012, con la apertura de la terminal Colón, la línea fue  suprimida, pero meses después, luego de realizarse varias reformas en las líneas de la zona y la eliminación de trasbordos obligatorios (debido a reclamos de usuarios), esta línea volvió a funcionar, modificando su destino de Plaza Vidiella hacia la terminal Colón.
En 2020 a raíz de la pandemia, esta línea sufrió un importante cambio en sus horarios, los cuales fueron restablecieron a partir del 2021.

## Recorridos
Circula por los barrios Paso Molino, Belvedere, Nuevo París, Sayago, Verdisol, La Tablada, Lezica y Colón.
| Ida - Paso Molino (Agraciada y Castro) - Avenida Agraciada - San Quintín - Avenida Eugenio Garzón - Islas Canarias - Coronilla - Gral. Hornos - Aldao - Avenida Carlos María de Pena - Vitorio Venetto - Islas Canarias - Alberto Gómez Ruano - María Orticochea - Juan Bautista Saa - Avenida Millán - Mario Arregui - Cno. Melilla - Antonio Rubio - Juan P. Lamolle - Lanús - Carlos Ott - Carve - Caacupé - Avenida Lezica - Calderón de la Barca - Corredor Garzón - Camino Colman - Andén 7 (Terminal Colón) | Vuelta - Andén 4 (Terminal Colón) - Camino Colman - Corredor Garzón - Calderón de la Barca - Avenida Lezica - Caacupé - Carve - Carlos Ott - Lanús - Juan P. Lamolle - Antonio Rubio - Camino Melilla - Mario Arregui - Camino Francisco Lecocq - Avenida Millán - Juan Bautista Saa - María Orticochea - Alberto Gómez Ruano - Islas Canarias - Vittorio Venetto - Dr. Carlos María de Pena - Aldao - Gral. Hornos - Coronilla - Islas Canarias - Corredor Garzón - José Llupes - Avenida Agraciada - Paso Molino |